# 朱知焝
靖安恭懿王朱知焝（16世纪—1579年），明朝靖安康僖王朱表柣庶长子，明朝第二代靖安王。

## 生平
朱表柣母马氏本是乐部女。后来明朝规定乐女所生王子不得册封，朱表柣因已经受封而没有被追加废黜，但朱表柣的两个儿子朱知焝、朱知爞都在规定后出生，都因为是乐女的孙子而不得受封。在朱表柣屡次请求下，嘉靖十二年（1533年）十一月，礼部准许朱表柣二子都封为镇国将军。
嘉靖三十一年（1552年），朱知焝改封靖安长子。
嘉靖三十三年（1554年），朱表柣去世。嘉靖三十六年（1557年）七月，明世宗遣恭順侯吳繼爵等為正使，翰林院編修王希烈等為副使，持節冊封朱知焝為靖安王，夫人王氏為靖安王妃。
万历七年（1579年），朱知焝去世。万历十年（1582年）四月，嫡长子朱新袭封。
朱知焝能作诗。